# Amblyopone punctulata
Amblyopone punctulata é uma espécie de formiga do gênero Amblyopone.